# Julio César Jiménez
Julio César Jiménez (Artigas, 27 agosto 1954) è un ex calciatore uruguaiano, di ruolo centrocampista.

## Carriera
Con la Nazionale uruguaiana ha preso parte ai Mondiali 1974.